# Международен фонд за развитие на селското стопанство
Международният фонд за развитие на селското стопанство (на английски: International Fund for Agricultural Development, съкр. IFAD) е специализирана агенция на ООН, мобилизираща финансови ресурси за увеличаване на производителността в селскостопанския сектор за изхранване на бедните групи от населението в развиващите се страни.
Създадена е в резултат от договорености в рамките на Световната продоволствена конференция през 1974 г. Главната цел на фонда е ликвидиране на селската бедност в развиващите се страни. 75% от бедното население живее в тези страни, но само 4% от средствата отделяни от световната общност отиват за развитие на аграрния сектор.
Стратегическата политика на фонда подробно е изложена в документа Strategic Framework for IFAD 2011 – 2015: Enabling the Rural Poor to Overcome Poverty.